# 흐리스토 보테프
흐리스토 보태프(불가리아어: Христо Ботев, 본명: 흐리스토 보툐프 페트코프·Христо Ботьов Петков), 1848년 1월 6일 ~ 1876년 6월 1일)는 불가리아의 시인이자 혁명가이다.

## 생애

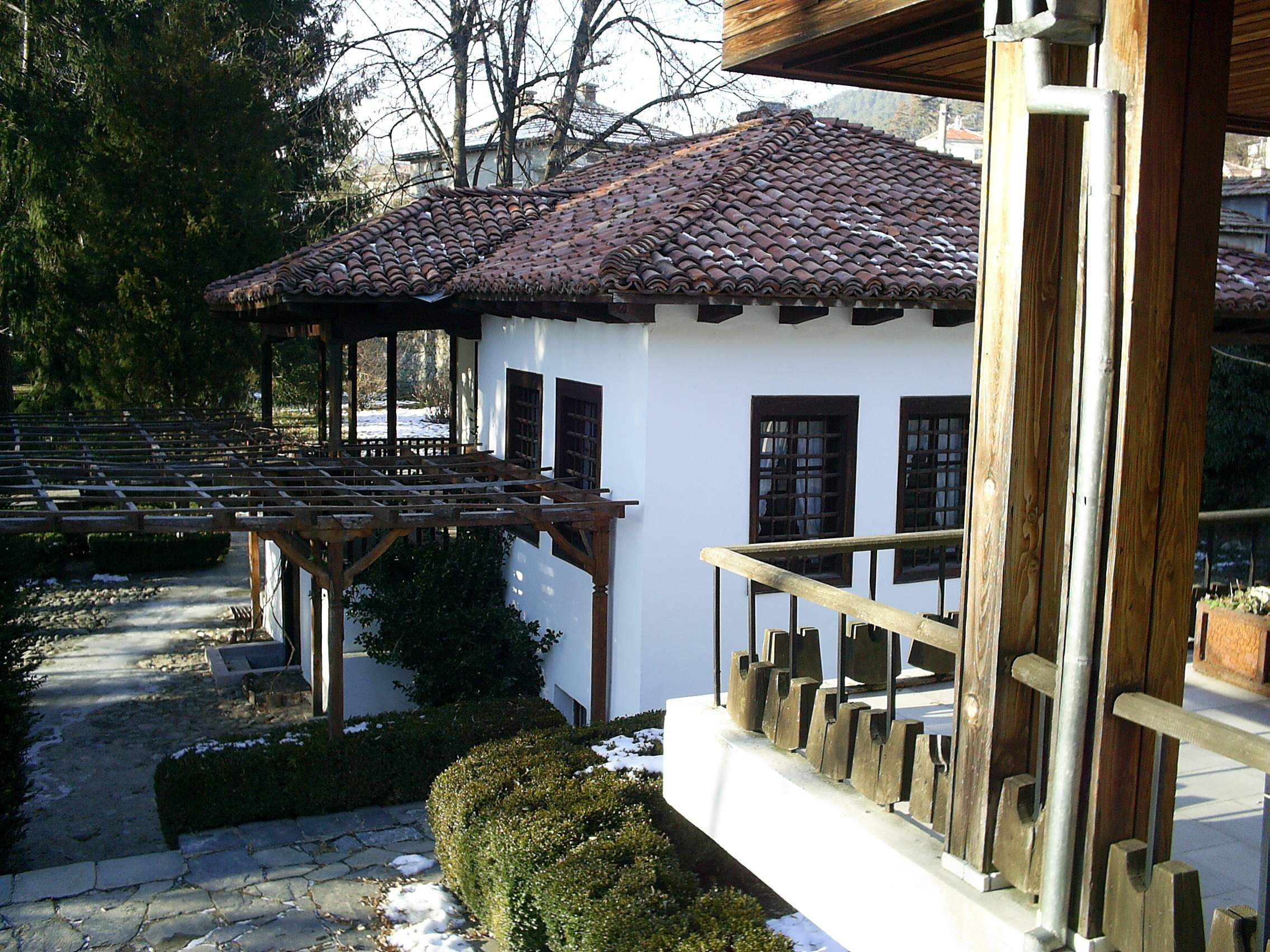
칼로페르에 있는 보테프 생가

1848년 1월 6일 칼로페르에서 보툐 페트코프(Ботьо Петков, 1815년 ~ 1869년)의 아들로 태어났다. 1854년부터 1858년까지 교사로 근무하고 있던 아버지와 함께 카를로보에서 살았다. 1863년 칼로페르에 있는 초등학교를 졸업하고 오데사에 있는 고등학교에 입학했는데 이 때부터 러시아 문학의 영향을 받게 된다. 1867년 1월 아버지가 질병을 이유로 사직하면서 칼로페르로 귀환했다.
1869년에는 루마니아 부쿠레슈티로 이주했고 바실 레프스키 등을 비롯한 여러 혁명가들을 만난 뒤부터 이들과 절친으로 지내게 된다. 불가리아 혁명 중앙위원회 수립에 참여했으며 불가리아에 있는 여러 도시와 마을의 연락망 구축에 참여했다. 1871년에는 불가리아 이주민을 대상으로 한 신문인 《불가리아 이주민의 소리》(Duma na bulgarskite emigranti)를 창간했고 작가 겸 혁명가 류벤 카라벨로프와 함께 신문 《자유》(Svoboda) 창간에 참여했다.
1873년 바실 레프스키가 처형당하자 그를 추모하는 내용을 담은 시를 발표했다. 1876년 불가리아의 혁명가들이 오스만 제국의 불가리아 지배에 저항하기 위해 일으킨 4월 봉기에 가담하던 도중에 오스만 제국 군대의 공격을 받았고 1876년 6월 1일에 사망하게 된다.

## 작품
- 《나의 어머니에게 (Майце си, Maytze si)》 (1867년)
- 《나의 형제에게 (Към брата си, Kam brata si)》 (1868년)
- 《애가 (Елегия, Elegia)》 (1870년)
- 《군단 (Делба, Delba)》 (1870년)
- 《나의 첫사랑에게 (До моето първо либе, Do moeto parvo libe)》 (1871년)
- 《1868년의 작별 (На прощаване в 1868 г., Na proshtavane v 1868)》 (1871년)
- 《하이두티 (Хайдути, Hayduti)》 (1871년)
- 《도주 (Пристанала, Pristanala)》 (1871년)
- 《투쟁 (Борба, Borba)》 (1871년)
- 《낯선 사람 (Странник, Strannik)》 (1872년)
- 《성 게오르기우스의 날 (Гергьовден, Gergyovden)》 (1873년)
- 《애국자 (Патриот, Patriot)》 (1873년)
- 《왜 나는 아닐까...? (Защо не съм...?, Zashto ne sam...?)》 (1873년)
- 《(터르노보 주교에게 바치는) 편지 (Послание (на св. Търновски), Poslanie (na sveti Tarnovski))》 (1873년)
- 《하지 디미터르 (Хаджи Димитър, Hadzhi Dimitar)》 (1873년)
- 《술집에서 (В механата, V mehanata)》 (1873년)
- 《나의 기도 (Моята молитва, Moyata molitva)》 (1873년)
- 《먹구름이 온다 (Зададе се облак темен, Zadade se oblak temen)》 (1873년)
- 《그녀에게 (Ней, Ney)》 (1875년)
- 《바실 레프스키의 처형 (Обесването на Васил Левски, Obesvaneto na Vasil Levski)》 (1876년)

## 유산
불가리아에서는 매년 6월 2일 낮 12시 정각에 불가리아의 자유와 독립을 위해 희생했던 보테프를 추모하는 사이렌을 울린다. 다음은 보테프의 이름을 딴 명칭이다.
- 사우스셰틀랜드 제도에 위치한 봉우리
- 발칸산맥의 최고봉 보테프봉
- 불가리아의 도시 보테브그라드
- 불가리아의 여러 도시에 있는 거리와 가로수 길
- 루마니아의 여러 도시에 있는 거리와 가로수 길
- 불가리아의 축구 클럽 PFC 보테프 플로브디프와 POFC 보테프 브라차
- 불가리아 국제 라디오 채널